# Radau gegen HIV
Radau gegen HIV ist eine Benefizkonzertreihe, die ihre Erlöse an lokale AIDS-Hilfen spendet und durch mediale Präsenz, aber auch durch die Konzerte selber die Aufklärung zum Thema HIV/AIDS aktiv unterstützt und fördert.
Seit 2007 organisiert ein Team von sieben jungen Erwachsenen bereits über 20 Konzerte unter dem Namen Radau gegen HIV und waren so in der Lage, insgesamt über 10.300 € an die regionalen AIDS-Hilfen zu spenden.
Die Konzerte finden im Münsterland (Münster, Ahlen, Lippstadt) sowie im östlichen Ruhrgebiet (Bochum, Lünen, Hamm) statt.
Bands wie Unearth, End of Green, War From A Harlots Mouth, DŸSE, Jaya The Cat, Narziss, Mega!Mega!, Escapado, AHAB, Omega Massif, AMENRA, beat!beat!beat!, A Traitor Like Judas, Kapelle Petra und Bernd Begemann spielten dort bereits.
2011 entstand aus dem Hobby Radau gegen HIV eine Gesellschaft bürgerlichen Rechts (GbR), wodurch die langfristige Zukunft der Reihe gesichert wurde. Gesellschafter sind Tobias Voß und Mario Kloschinski, Sitz der GbR ist Hamm.

## Ziele
- Unterstützung der lokalen AIDS-Hilfen bei der Aufklärung einer schwer zu erreichenden Zielgruppe (z. B. durch Info-Stände auf Konzerten) sowie Spenden der Konzerterlöse
- Mediale Präsenz des Themas HIV, auch über den Welt-AIDS-Tag am 1.12. hinaus
- Förderung der regionalen Musikszene

## Rezeption
In den letzten Jahren konnte die Aktion in den Bundestagsabgeordneten Jens Spahn, Ingrid Fischbach und Daniel Bahr namhafte Schirmherren gewinnen. Zudem berichteten bereits die Westfälischen Nachrichten, der Westfälische Anzeiger, die Westdeutsche Allgemeine Zeitung und die Ruhr Nachrichten.

## Historie
- Radau gegen HIV 25 am 04.04.15 in der Sputnikhalle in Münster: Primordial, Eïs und Außerwelt
- Radau gegen HIV 24 am 11.10.14 im Lükaz in Lünen: Amenra, Oathbreaker,  Sum of R und Red Apollo
- Radau gegen HIV 23 am 28.12.13 in der Sputnikhalle in Münster: War from a Harlots Mouth, Amenra und Svffer
- Radau gegen HIV 22 am 26.10.13 im Lükaz in Lünen: AHAB, Omega Massif,  Valborg und Union of Sleep
- Radau gegen HIV 21 am 28.06.13 im Lükaz in Lünen: Unearth, EpitomE, Harasai und Maria Hill
- Radau gegen HIV 20 am 09.03.13 im Kulturrevier Radbod in Hamm: The Hirsch Effekt, Dÿse und UR
- Radau gegen HIV 19 am 29.12.12 in der Sputnikhalle in Münster: End of Green und Godex
- Radau gegen HIV 18 am 13.04.12 im Lükaz in Lünen: Jaya the Cat, Destination Anywhere,  Middleman, The Herbpirates und 3dirty7
- Radau gegen HIV 17 am 13.01.12 in der Schuhfabrik in Ahlen: War from a Harlots Mouth, The Sleeper, Arterial und Light Those Eyes
- Radau gegen HIV 16 am 30.12.11 in der Sputnikhalle in Münster: Kapelle Petra und Irgendwas Mit Zitronen
- Radau gegen HIV 15 am 26.11.11 im Tholi in Rheine: Bernd Begemann und Ingenious Rascals
- Radau gegen HIV 14 am 13.10.11 im Bahnhof Langendreer in Bochum: Beat! Beat! Beat! und Ghost of Tom Joad
- Radau gegen HIV 13 am 22.07.11 im JZ Yellowstone in Bergkamen: A Traitor Like Judas, Lavatch, As Enemies Arise, My Choice Was Made und Bedding a Friend to Silence
- Radau gegen HIV 12 am 07.05.11 im Gloria in Lippstadt: TOS, Mega! Mega! und The Ignition
- Radau gegen HIV 11 am 03.12.10 in der Schuhfabrik in Ahlen: Narziss, Six Reasons to Kill und May the Force Be With You
- Radau gegen HIV 10 am 12.11.10 im JuZe Südstraße in Hamm: Mode Execute Ready, Drunken Saints, Thirteen Skills und Invence
- Radau gegen HIV 9 am 23.10.10 im Gleis 22 in Münster: Escapado und vs. Rome
- Radau gegen HIV 8 am 29.05.10 im Titanic in Sendenhorst: Abandon Hope, Enojado, The Ignition und Testify
- Radau gegen HIV 7 am 30.04.10 in der Alte Post in Oelde: Thoughts Paint the Sky, Woof, Backup und +Brave+
- Radau gegen HIV 6 am 27.11.09 im JuZe Südstraße in Hamm: Boozed, Enojado, Lozasfuel und Medial
- Radau gegen HIV 5 am 04.09.09 im Café Sputnik in Münster: Bloodwork, All I Left Behind, Ashes to Ember und Rules of Engagement
- Radau gegen HIV 4 am 28.02.09im Muck in Herzebrock-Clarholz: Mindreader, Stone Wedge, Royal Post und Sundae
- Radau gegen HIV 3 am 28.11.08 im JuZe Südstraße in Hamm: Tonträger, Drunken Saints, Servo Assisted Movement und Ramrod
- Radau gegen HIV 2 am 17.05.08 im Muck in Herzebrock-Clarholz: Lost Youth, Mindreader, Somersault Heroes und Radiotool
- Radau gegen HIV 1 am 10.03.07 im Altes E-Werk in Beckum: son, D.T.A., Mindreader, BlueScreen und Camp Jason

## Unterstützte Organisationen und Einrichtungen
- Deutsche AIDS-Stiftung
- AIDS-Hilfe Unna e.V.
- AIDS-Hilfe Münster e.V.
- AIDS-Hilfe Hamm e.V.
- AIDS-Hilfe Ahlen e.V.
- AIDS-Hilfe Bochum e.V.
- AIDS-Hilfe im Kreis Soest e.V.